# Parc régional de la Rivière-Mitis
Pour les articles homonymes, voir Mitis.
À ne pas confondre avec le Parc de la Rivière-Mitis.
Le parc régional de la Rivière-Mitis est un parc régional du Québec inauguré en 2016 et situé dans la MRC de la Mitis au Bas-Saint-Laurent. Il a une superficie de 342 km2 et est séparé en six secteurs selon les pôles d'activités.

## Géographie

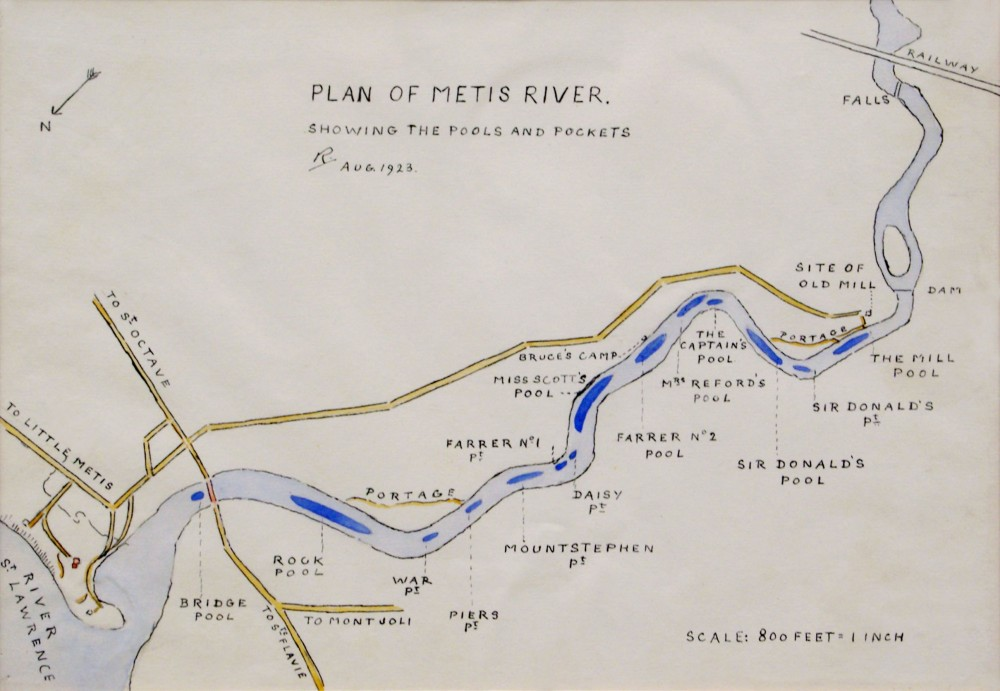
Plan de la rivière Mitis dessiné en août 1932 par Lady Aileen Roberts.

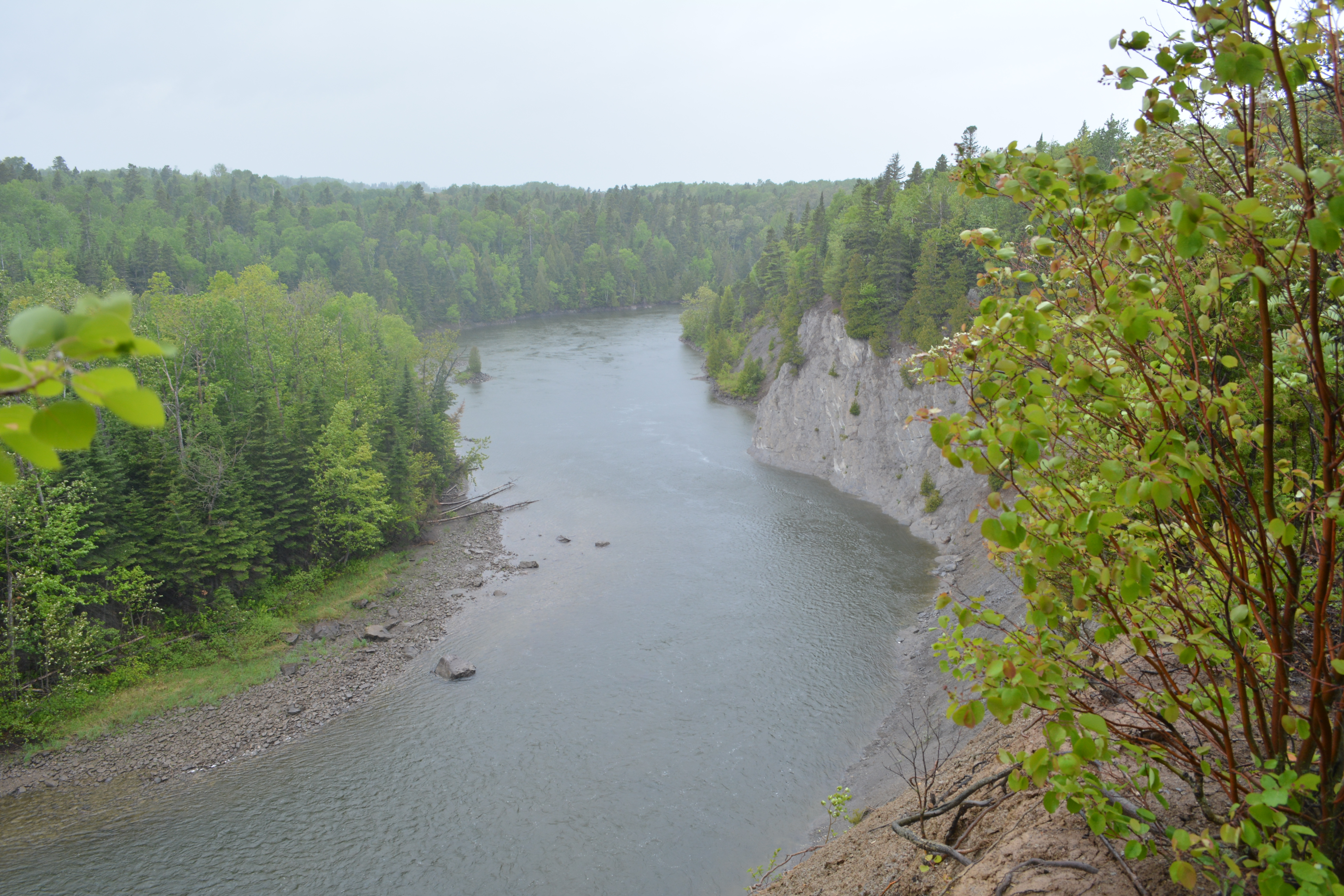
La rivière Mitis dans le parc régional près de Price.

Le parc se situe aux abords de la rivière Mitis et du lac Mitis. Le territoire du parc longe la rivière Mitis de l'embouchure situé à Grand-Métis jusqu'à sa source, le lac Mitis, sur le territoire non-organisé de Lac-à-la-croix. Il englobe également une portion du territoire situé en périphérie du lac qui inclut la seigneurie du lac Métis. 

## Histoire
En 2016, le Comité de gestion du parc régional de la rivière Mitis est formé dans le but de gérer l'exploitation du parc.

Le parc est ouvert officiellement à l'été 2017. 

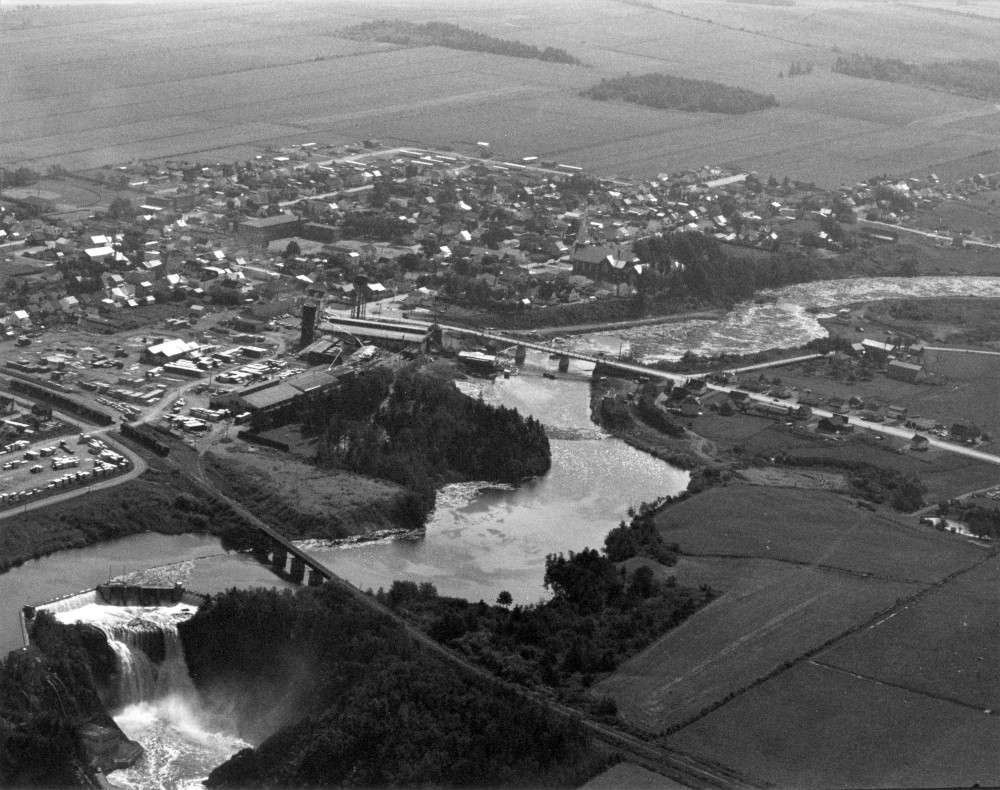
La rivière Mitis et ses chutes vers 1940.